# 过路惊
过路惊（学名：Bredia quadrangularis）为野牡丹科野海棠属下的一个种。

## 扩展阅读
維基物種上的相關：过路惊